# EMA 2018
EMA 2018 je bil 23. izbor slovenskega predstavnika na Pesmi Evrovizije. Predizbor je potekal 17., finale pa 24. februarja 2018, oba v studiu 1 Televizije Slovenija.
Predizbor je vodil Vid Valič, v finalu pa se mu je pridružila Raiven. V finalu se je med samim festivalom iz zaodrja oglašala Andrea Andrassy, po finalu pa je sledila posebna oddaja Zakulisje Eme 2018 z Nejcem Šmitom. 
Izbrana je bila Lea Sirk s pesmijo Hvala, ne!. 

## Javni razpis
Javni razpis je bil objavljen 15. septembra 2017 in se je zaključil 15. novembra. Poleg tega, kar izhaja iz pravil Pesmi Evrovizije (da morajo biti izvajalci na dan 8. maja 2018 stari najmanj 16 let, da je skladba lahko dolga največ 3 minute in da mora biti izvirna, da lahko na odru nastopi največ 6 izvajalcev), so pogoji razpisa določali še:
- da se kot avtorji ali izvajalci lahko prijavijo tudi tuji državljani, pri čemer mora biti bodisi avtor bodisi izvajalec slovenski državljan oziroma mora biti avtorsko-izvajalska ekipa večinoma sestavljena iz slovenskih državljanov
- da mora biti skladba pred prijavo na razpis še neobjavljena
- da mora biti besedilo skladbe v slovenskem jeziku (v primeru, da je bilo predvideno, da bi bila skladba na Pesmi Evrovizije izvedena v kakem drugem jeziku, je morala biti na razpis oddana tudi različica v drugem jeziku)

Poleg javnega razpisa si je RTV Slovenija pridržala pravico, da k sodelovanju neposredno povabi posamezne avtorje in izvajalce.
Na razpis je prispelo 108 prijav.

## Potek glasovanja
Predizbor
Iz predizbora se je v finalni izbor uvrstilo 8 pesmi: 4 po izboru gledalcev/poslušalcev, 4 pa po izboru 7-članske strokovne žirije (najprej so se uvrstile tiste 4 pesmi, ki so na telefonskem glasovanju prejele največ glasov, nato pa še 4 najbolje ocenjene s strani žirije, ki niso napredovale že po glasovih občinstva).
Finalni izbor
V finalnem izboru so o zmagovalcu odločali glasovi strokovnih žirij in glasovi občinstva v razmerju 50 – 50. Glasovalo je 6 žirij, in sicer:
- žirija glasbenih izvajalcev (pevci in drugi izvajalci)
- žirija glasbenih ustvarjalcev (avtorji glasbe, besedil, aranžmajev) in producentov
- radijska žirija (radijski uredniki, novinarji, voditelji)
- televizijska žirija (uredniki, voditelji, režiserji, koreografi, oblikovalci celostne podobe)
- žirija ljubiteljev evrovizijske popevke (člani Kluba ljubiteljev evrovizijske popevke OGAE Slovenija)
- mednarodna žirija (glasbeni izvajalci in ustvarjalci, televizijski in radijski ustvarjalci, novinarji, predstavniki založb/založniki)

Vsaka žirija je glasovala za 6 najboljših skladb, podeljujoč 2, 4, 6, 8, 10 in 12 točk − skupaj so žirije torej podelile 252 točk. Gledalci/poslušalci so podelili 12, 24, 36, 48, 60 in 72 točk, skupaj torej prav tako 252 točk. V primeru izenačenja bi bila višje uvrščena pesem, ki je prejela več točk od telefonskega glasovanja.

## Izbrane skladbe
4-članska strokovna komisija v sestavi Maja Keuc, Eva Hren, Jernej Vene in Tadej Košir je izmed 108 prispelih prijav za predizbor izbrala 16 skladb.
| #   | Izvajalec         | Naslov pesmi          | Avtorji glasbe, besedila in aranžmaja                                                             |
| --- | ----------------- | --------------------- | ------------------------------------------------------------------------------------------------- |
| 1.  | Anabel            | "Pozitiva"            | Nino Ošlak (ga), Marko Golubovič (gb)                                                             |
| 2.  | BQL               | "Ptica" / "Promise"   | Maraaya (gb), Rok Lunaček (b), Tina Piš (b), Raay Music (a) / Charlie Mason (b), Anej Piletič (b) |
| 3.  | Gregor Ravnik     | "Zdaj je čas"         | Marko Hrvatin (g), Gregor Ravnik (b), Steffy (b), Miha Gorše (a), Mitja Bobič (a)                 |
| 4.  | Ina Shai          | "V nebo" / "Glow"     | Martina Šraj (gb), Hans Kristjan Aljas (ga), Millo (a)                                            |
| 5.  | Indigo            | "Vesna"               | Anja Pavlin (gb), Anže Čuček (g), Maj Valerij (g), Peter Penko (a)                                |
| 6.  | KiNG FOO          | "Žive sanje"          | Rok Golob (gba)                                                                                   |
| 7.  | Lara Kadis        | "Zdaj sem tu"         | Lara Kadis (gb), Martin Štibernik (a)                                                             |
| 8.  | Lea Sirk          | "Hvala, ne!"          | Lea Sirk (gba), Tomy DeClerque (ga)                                                               |
| 9.  | ManuElla          | "Glas"                | Mike Eriksson (ga), Lauren Evans (g), Leon Oblak (b)                                              |
| 10. | Marina Martensson | "Blizu"               | Miha Koren (ga), Vanja Papež (b), Denis Horvat (a), Miha Koretič (a), David Morgan (a)            |
| 11. | MILA              | "Svoboda"             | Denis Horvat (ga), Matevž Šalehar - Hamo (b), Miha Koretič (a), David Morgan (a), Miha Koren (a)  |
| 12. | Nika Zorjan       | "Uspavanka - Lullaby" | Maraaya (gb), Jimmy Jansson (ga), Samuel Waermo (g), Art Hunter (g), Nika Zorjan (b), Raay (a)    |
| 13. | Nuška Drašček     | "Ne zapusti me zdaj"  | Aleš Klinar (g), Anja Rupel (b), Miha Gorše (a)                                                   |
| 14. | Orter             | "Kraljica"            | Klemen Orter (gba), Martin Bezjak (ga), Jernej Kržič (a), Blaž Vrečko (a)                         |
| 15. | Proper            | "Ukraden cvet"        | Nejc Podobnik (gba), Tine Lustek (a)                                                              |
| 16. | Tanja Ribič       | "Ljudje"              | Raay (ga), Rok Lunaček (b), Krešimir Tomec (a)                                                    |

1. ↑  Nekateri viri kot soavtorja besedila navajajo Aneja Sirka.

V predizboru so morale biti vse pesmi zapete v slovenskem jeziku, medtem ko so bili v finalu dovoljeni tudi ostali jeziki. Ina Shai in BQL so tako svoji pesmi v predizboru zapeli v slovenščini, v finalu pa v angleščini:
- V nebo → Glow (avtorica obeh besedil je Martina Šraj),
- Ptica (besedilo: Maraaya, Rok Lunaček, Tina Piš) → Promise (besedilo: Charlie Mason, Anej Piletič).

## Predizbor
| #   | Izvajalec         | Pesem                 | Tel. glas. | Tel. glas. | Žirija (mesto) |
| #   | Izvajalec         | Pesem                 | Št. glasov | Mesto      | Žirija (mesto) |
| --- | ----------------- | --------------------- | ---------- | ---------- | -------------- |
| 1.  | Anabel            | "Pozitiva"            | 489        | 7.         | 13.            |
| 2.  | Tanja Ribič       | "Ljudje"              | 313        | 11.        | 14.            |
| 3.  | KiNG FOO          | "Žive sanje"          | 151        | 14.        | 8.             |
| 4.  | Ina Shai          | "V nebo"              | 206        | 13.        | 6.             |
| 5.  | Indigo            | "Vesna"               | 452        | 8.         | 7.             |
| 6.  | ManuElla          | "Glas"                | 268        | 12.        | 12.            |
| 7.  | MILA              | "Svoboda"             | 76         | 16.        | 15.            |
| 8.  | Orter             | "Kraljica"            | 128        | 15.        | 16.            |
| 9.  | Lara Kadis        | "Zdaj sem tu"         | 1373       | 2.         | 2.             |
| 10. | BQL               | "Ptica"               | 1675       | 1.         | 3.             |
| 11. | Proper            | "Ukraden cvet"        | 426        | 9.         | 4.             |
| 12. | Nika Zorjan       | "Uspavanka - Lullaby" | 676        | 5.         | 9.             |
| 13. | Marina Martensson | "Blizu"               | 398        | 10.        | 5.             |
| 14. | Nuška Drašček     | "Ne zapusti me zdaj"  | 799        | 4.         | 10.            |
| 15. | Gregor Ravnik     | "Zdaj je čas"         | 506        | 6.         | 11.            |
| 16. | Lea Sirk          | "Hvala, ne!"          | 1264       | 3.         | 1.             |

Strokovno žirijo v predizboru so sestavljali:
- Maja Keuc - Amaya
- Hannah Mancini
- Raiven
- Robi Pikl
- Žiga Klančar
- Den Baruca
- Mario Galunič

Kot rečeno, v finale so se najprej uvrstili tisti 4 izvajalci, ki so prejeli največ telefonskih glasov (BQL, Lara Kadis, Lea Sirk in Nuška Drašček), izmed ostalih 12 pa še tisti 4, ki so bili najbolje ocenjeni s strani žirije (Proper, Marina Martensson, Ina Shai in Indigo). Oddanih je bilo 9200 telefonskih glasov.

## Finale
| #  | Izvajalec         | Pesem              | Žirija | Žirija | Žirija | Žirija | Žirija | Žirija | Žirija | Televoting | Televoting | Σ   | Mesto |
| #  | Izvajalec         | Pesem              | A      | B      | C      | D      | E      | F      | Σ      | Št. glasov | Točke      | Σ   | Mesto |
| -- | ----------------- | ------------------ | ------ | ------ | ------ | ------ | ------ | ------ | ------ | ---------- | ---------- | --- | ----- |
| 1. | Lea Sirk          | Hvala, ne!         | 12     | 12     | 12     | 12     | 12     | 8      | 68     | 2556       | 48         | 116 | 1.    |
| 2. | Indigo            | Vesna              | 6      |        | 10     | 2      |        |        | 18     | 678        |            | 18  | 7.    |
| 3. | Ina Shai          | Glow               |        | 2      | 4      |        | 8      | 12     | 26     | 709        | 12         | 38  | 6.    |
| 4. | BQL               | Promise            | 8      | 8      | 2      |        | 10     | 6      | 34     | 4734       | 72         | 106 | 2.    |
| 5. | Marina Martensson | Blizu              |        |        | 6      | 4      |        |        | 10     | 647        |            | 10  | 8.    |
| 6. | Lara Kadis        | Zdaj sem tu        | 10     | 6      | 8      | 6      | 6      | 2      | 38     | 1788       | 36         | 74  | 4.    |
| 7. | Proper            | Ukraden cvet       | 2      | 10     |        | 10     | 4      | 4      | 30     | 1283       | 24         | 54  | 5.    |
| 8. | Nuška Drašček     | Ne zapusti me zdaj | 4      | 4      |        | 8      | 2      | 10     | 28     | 3069       | 60         | 88  | 3.    |

V spremljevalnem programu so nastopili Omar Naber, ki se mu je na odru pridružil plesalec Jernej Kozan (I Still Believe in You) – Naber je tudi otvoril večer z nekoliko bolj rockovsko različico On My Way –, Amaya (Concrete) in Raiven (Črno bel, Zažarim, Daleč stran). V finalu je bilo oddanih 15464 telefonskih glasov.
Žirije
| OGAE Slovenija (A)                                                  | Glasbeni ustvarjalci (B)                                              | Radijska žirija (C) | Televizijska žirija (D)                                                 | Glasbeni izvajalci (E)                                         | Mednarodna žirija (F)                                             |
| ------------------------------------------------------------------- | --------------------------------------------------------------------- | --- | ----------------------------------------------------------------------- | -------------------------------------------------------------- | ----------------------------------------------------------------- |
| Miran Cvetko Irena Žakelj Gorazd Povšič Roman Prošek David Sopotnik | Robi Pikl Nikola Sekulović Miha Guštin - Gušti Neisha Boštjan Grabnar | Žiga Klančar (VAL 202) Blaž Maljevac (RA Koper) Aida Kurtović (1. program RA Slovenija) Gregor Stermecki (RA Maribor) Marjan Kokol (Radio SI) | Mario Galunič Den Baruca Matic Zadravec Klavdija Kopina Urška Žnidaršič | Maja Keuc Nuša Derenda Hannah Mancini Darja Švajger Omar Naber | Dami Im Kristian Kostov Bojana Stamenov Emmelie de Forest Aminata |

V krepkem so žiranti, ki so sporočili glasove. Glasove mednarodne žirije je prebrala Raiven.